# Murexide
La murexide, appelé aussi purpurate d'ammonium ou MX, est le sel d'ammonium de l'acide purpurique. Elle est utilisée comme indicateur dans le titrage du calcium et de certains métaux. C'est le produit de la réaction de la murexide, une réaction chimique utilisée dans la détection d'acide urique, de la xanthine et d'autres substances apparentées.
Dans sa forme anhydre, la murexide a l'apparence d'une poudre rouge-violacé, légèrement soluble dans l'eau. En solution, sa couleur varie du jaune, en pH fortement acide, au rouge-violacé dans des solutions faiblement acides, et au bleu-violacé dans des solutions alcalines.

## Histoire
Justus von Liebig et Friedrich Wöhler à l'Université de Giessen (Allemagne) ont travaillé sur un composé violet, la murexide, obtenu à partir d'excrément de serpents dans les années 1830, mais ce n'était à l'époque pas un composé abondant, et aucune méthode pour l'utiliser comme colorant n'avait été pour l'instant trouvée. La murexide est aussi l'objet des travaux de recherche de Friedrich Konrad Beilstein. Dans les années 1850, des coloristes et producteurs de teinture français, tels que Depoully à Paris, ont réussi à la rendre plus abondante en la fabricant à partir de guano importé d'Amérique du Sud et à l'appliquer sur des fibres naturelles. Elle fut par la suite adoptée en France, en Grande-Bretagne et en Allemagne.

## Synthèse
La murexide peut être préparée en chauffant de l'alloxane dans l'ammoniac à 100 °C, ou en faisant bouillir de l'uramil (acide 5-aminobarbiturique) avec de l'oxyde de mercure. W.N. Hartley éprouva les plus grandes difficultés à obtenir des échantillons de murexide suffisamment purs pour obtenir des résultats concordants dans ses mesures de spectre d'absorption, ce qui le poussa à développer une nouvelle méthode de synthèse de la murexide. Dans ce procédé, l'alloxane est dissoute dans l'alcool absolu bouillant en large excès, et de l'ammoniac anhydre passe à travers la solution pendant environ trois heures. La solution est ensuite filtrée pour obtenir le précipité de murexide qui est ensuite lavé à l'alcool absolu et séché. Le sel ainsi obtenu est la forme anhydre de la murexide.

## Utilisation
De nos jours, la murexide est utilisée en chimie analytique comme indicateur de complexométrie dans des titrages complexométriques, le plus souvent pour des ions calcium, mais aussi pour le cuivre, le nickel, le cobalt, le thorium et les terres rares. En raison des quantités infimes nécessaires à cet usage, elle est souvent utilisée dans un mélange 1:250 avec du sulfate de potassium.
La murexide est aussi utilisée comme réactif colorimétrique pour la détection de calcium et de terres rares. Dans le cas du calcium, un pH de 11,3 est requis, et la marge de détection est entre 0,2  et   1,2 ppm, avec un maximum d'absorbance à 506 nm.
La murexide et le rouge de méthyle sont étudiés comme potentiels adjuvants dans la destruction sonochimique des hydrocarbures chlorés polluants.